# 马蹄香
马蹄香（学名：Saruma henryi）是马兜铃科马蹄香属的植物，为中国的特有植物。分布在中国大陆的甘肃、湖北、贵州、陕西、河南、江西、四川等地，生长于海拔600米至1,600米的地区，多生长在山谷林下以及沟边草丛中，目前尚未由人工引种栽培。

## 别名
冷水丹（陕西） 高脚细辛（四川东部） 狗肉香（贵州）